# Soil & "Pimp" Sessions
Soil & "Pimp" Sessions, (estilizado como SOIL & "PIMP" SESSIONS) es un sexteto de jazz de club japonés que se formó en Tokio, Japón en el 2001.  
Son conocidos por sus enérgicas actuaciones en vivo, habiendo acuñado el término "death jazz "para describir su música.
La banda nació de la escena de los clubes de Tokio, cuando Shacho y Tabu Zombie comenzaron a incluir sesiones de jam en los sets de DJ. 
Gradualmente, los otros miembros fueron invitados, la formación de la banda se finalizó y se abandonaron los sets de DJ.

## Historia
Los sets en vivo de la banda comenzaron a crear un zumbido en la escena en vivo de Tokio, y en 2003 se convirtieron en la primera banda sin firma en actuar en el Fuji Rock Festival de Japón. 
Fueron bien recibidos allí y en los meses siguientes las compañías discográficas se apresuraron a ofrecer contratos. 
JVC Victor ganó la batalla, y en el verano de 2004 se lanzó el miniálbum Pimpin.
El álbum fue crítico y, para un lanzamiento de jazz, éxito comercial, y esto, junto con las giras constantes, allanó el camino para el lanzamiento de su primer álbum completo, Pimp Master a principios de 2005. 
El álbum también captura el poder de sus presentaciones en vivo. 
Como destacar sus talentos musicales individuales. 
Dos pistas en particular, "Waltz For Goddess" y su versión de "A Wheel Within a Wheel", llamaron la atención de los DJs en el extranjero, y comenzaron a recibir una fuerte difusión en el programa de radio en línea de Gilles Peterson en la BBC Radio 1 del Reino Unido.
El verano de 2005 fue un momento muy ocupado para la banda, con el lanzamiento de su segundo miniálbum, Summer Goddess, y sus primeras fechas en vivo fuera de Japón. 
Gilles Peterson los invitó a tocar en Cargo en Londres, y Jazzanova los invitó a tocar en Berlín.
Pasaron el resto del año haciendo giras en Japón y Europa, y también aparecieron en la transmisión en vivo de los Premios Gilles Peterson Worldwide en 2005, donde fueron galardonados con el Premio John Peel Play More Jazz.
En la primavera de 2006 lanzaron Pimp of the Year, su segundo álbum mostrando innovaciones que mostraron un desarrollo de su sonido, así como una o dos pistas que marcaron una nueva salida.
2006 también fue testigo del lanzamiento oficial de Pimp Master en Europa en Compost Records y el Reino Unido en el sello de Gilles Peterson's Brownswood Recordings.
Continuaron recorriendo constantemente durante todo el año, visitando Gran Bretaña, Italia, Francia, Serbia, Bélgica, Alemania, Eslovaquia y Croacia, así como una presentación en el Festival de Jazz de Montreux.
Marzo de 2007 vio el lanzamiento de su tercer álbum, Pimpoint, en el sello Victor Entertainment, que cuenta con trece canciones.
La canción "Paraiso" es el tema de apertura del anime Michiko to Hatchin .
Un proyecto paralelo, llamado "JAM", fue formado por los miembros Josei (piano), Akita Goldman (contrabajo) y Midorin (batería) en 2007. 
El nombre de la banda se deriva de las primeras letras del nombre de cada miembro. 
El proyecto presenta un sonido diferente notable, combinando house, hip-hop y el "rocking jazz de ahora". 
La banda ha lanzado tres álbumes, con su primer álbum, Just A Maestro , siendo lanzado en 2008.
El "Agitador" Shacho anunció durante su actuación en el Relentless Garage en Londres que su último álbum 6 se lanzaría el 26 de abril de 2010 en el Reino Unido. 
No se confirmó ninguna otra ubicación de lanzamiento en ese momento.
El 8 de diciembre de 2010, lanzaron su álbum, "SOIL &" PIMP "SESSIONS Presenta STONED PIRATES RADIO", que contiene 20 canciones. 
Todas las pistas (aparte de las pistas de skit ocasionales) son versiones, dispuestas de varias maneras usando su estilo. 
Desde el reggae al calipso hasta su agresivo sonido de jazz, puedes escuchar pistas como Walkie-Talkie Man, Beat It e Imagine.
Alrededor de septiembre de 2011, anunciaron que se lanzará un nuevo álbum en breve, y ese lanzamiento fue "MAGNETIC SOIL", que contiene todo el material nuevo de 15 pistas (excepto la pista 2 es su versión de la pieza de Brecker Brothers "Some Skunk Funk"), incluyendo una nueva versión de la canción "Summer Goddess".
El 7 de agosto de 2013, lanzaron su noveno álbum, Circles, que contó con colaboraciones con artistas japoneses de varios géneros, incluidos Miyavi, Rhymester y Ringo Shiina. 
El álbum también incluyó una canción, titulada "Summer Love", con el vocalista José James. Tim Conley, alias MAST, toca la guitarra en la pista 8 "記憶 の 旅 (Kioku no Tavi)".
A finales de 2016, Motoharu (Sax) dejó la banda y entraron en una "fase de carga", lo que significa que estaban en pausa. 
En 2017, la banda regresó sin Motoharu con el lanzamiento de su álbum Music from and inspired by Hello Harinezumi.

## Integrantes

### Formación actual
- Shacho - agitador
- Tabu Zombie - trompeta
- Josei - piano, teclados
- Akita Goldman - contrabajo
- Midorin - batería

### Exintegrantes
- Motoharu - saxofón (2001 - 2016)

## Discografía

### Álbumes de estudio
- 2004: "Pimpin'"
- 2005: "Pimp Master"
- 2006: "Pimp of the Year"
- 2007: "Pimpoint"
- 2008: "Planet Pimp"
- 2009: "6"
- 2010: "Stoned Pirates Radio"
- 2011: "Magnetic Soil"
- 2013: "Circles"
- 2014: "Brothers & Sisters"
- 2016: "Black Track"
- 2017: "Music from and inspired by Hello Harinezumi"
- 2018: "Dapper"
- 2019: "Man Steal The Stars"

### EP
- 2005: "Summer Goddess"
- 2008: "Live Session EP"

### Recopilaciones
- 2013: "X: Chronicle of Soil & "Pimp" Sessions"
- 2015: "A Night in South Blue Mountain"